# Scudo glicano

Replicazione (fase attiva) di un virus all'interno di un linfocita

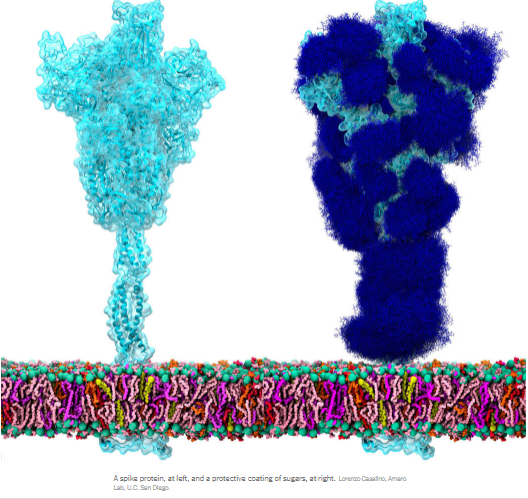
La proteina spike nuda (sinistra), scudata con i glicani zuccheri protettivi(destra). Le strutture 3D mostrano che la superficie della proteina (trimero S) del SARS-CoV-2 è ampiamente protetta dal riconoscimento degli anticorpi da parte dei glicani, con la notevole eccezione del dominio di legame del recettore ACE2; i glicani schermano circa il 40% della superficie proteica nonostante rappresentano solo il 17% del peso molecolare totale del trimero S.

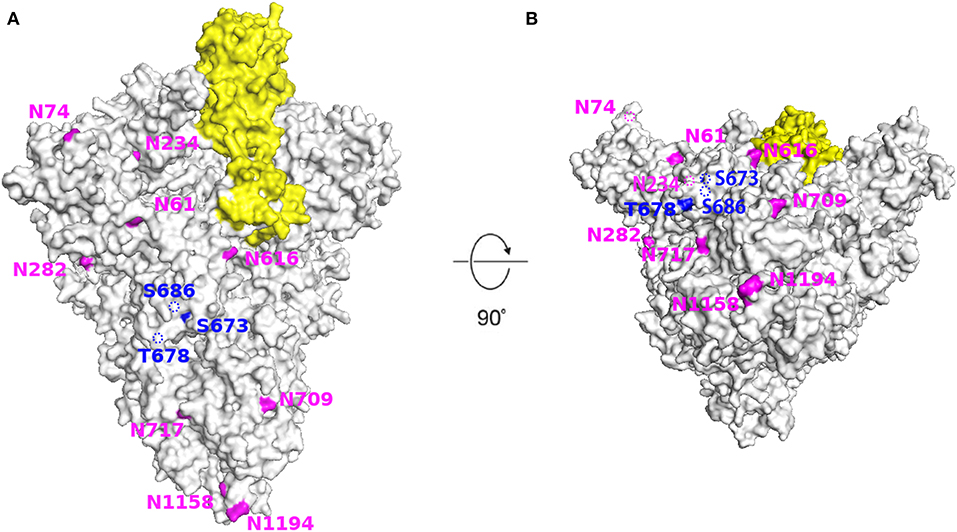
La modellazione strutturale della proteina spike SARS-CoV-2 mostra la posizione di tutti i siti di glicosilazione.

Lo scudo glicano o glicoproteoma virale (in inglese Viral glycoproteomes) è uno dei meccanismi biochimici che permettono ai virus di evadere le risposte immunitarie dell'ospite infettato. Ciò grazie al mascheramento delle proteine di superficie degli stessi, grazie ai glicani che sono zuccheri di superficie.
Questo scudo è un possibile target molecolare per l'azione di nuovi vaccini e delle terapie immunitarie.
Un passaggio iniziale critico dell'ingresso virale è il riconoscimento e il legame ai glicani ospiti presenti sulle superfici cellulari, infatti il legame del glicano determina la specificità dell'interazione antigene-anticorpo, il tropismo tissutale, la patogenesi e il potenziale di trasmissione interspecie. Inoltre, le glicoproteine virali (glicani) svolgono un ruolo essenziale durante il ciclo di replicazione del virus.
L'evasione immunitaria da parte dei virus è legata alla formazione delle nuove particelle virali che si "rivestono" di una membrana ad involucro che è derivata dalla cellula ospite, modificata con glicoproteine codificate virus spesso fortemente glicosilate, glicoproteine che sono importanti per determinare l'infettività del virus.
Lo scudo virale è presente nel virus HIV e nel SARS-CoV-2, virus dell’influenza e il virus Ebola, virus Lassa, virus Zika, virus dengue i norovirus, i rotavirus, gli enterovirus e i papillomavirus, ed anche il virus Hendra.
Un nuovo obiettivo farmacologico della terapia immunologica antivirale è legato al fatto che il virus dell'HIV, ma non solo, presenti dei "fori" liberi dalla presenza dei glicani che permetterebbero agli anticorpi di arrivare alla struttura proteica del peplomero virale.
Esiste uno scudo glicano che è utilizzato dalla proteina CD4 dello scimpanzé, scudo che è capace di proteggere riducendo l'affinità di legame con la glicoproteina di superficie del peplomero (Env) lentivirale.
Lo scudo glicano è stato studiato come possibile target di farmaci o vaccini antivirali, le ricerche più recenti indicano che il legame della lecitina è stata riconosciuta essere capace di inibire l'entrata del virus nella cellula ospite perché essa si legherebbe ai glicani virali.

## Scudo glicano: punti salienti
In gruppo multinazionale di ricercatori individua 4 punti salienti per descrivere in virologia l'importanza dello scudo glicano ai fini della evasione virale, e non solo, da parte di molti virus:
1. I virus avvolti spesso dirottano le vie di glicosilazione della cellula ospite.
2. I glicani virali hanno molteplici influenze sulla patobiologia.
3. I glicani hanno funzionalità intrinseche, ma possono anche essere influenzati dalla selezione immunitaria.
4. La glicobiologia virale sta emergendo come parametro importante per la progettazione dei vaccini.

## Scudo glicano e SARS-CoV-2
Il SARS-CoV-2 possiede un totale di 22 siti glicanici con il dominio N-terminale rispetto ai 23 presenti nella SARS, con 18 di questi siti in comune. È probabile che questi proteggano il nuovo coronavirus mascherando alcuni epitopi immunogenici presenti nel virus della SARS; entrambi presenti sulla proteina spike S1.

## Scudo glicano e HIV

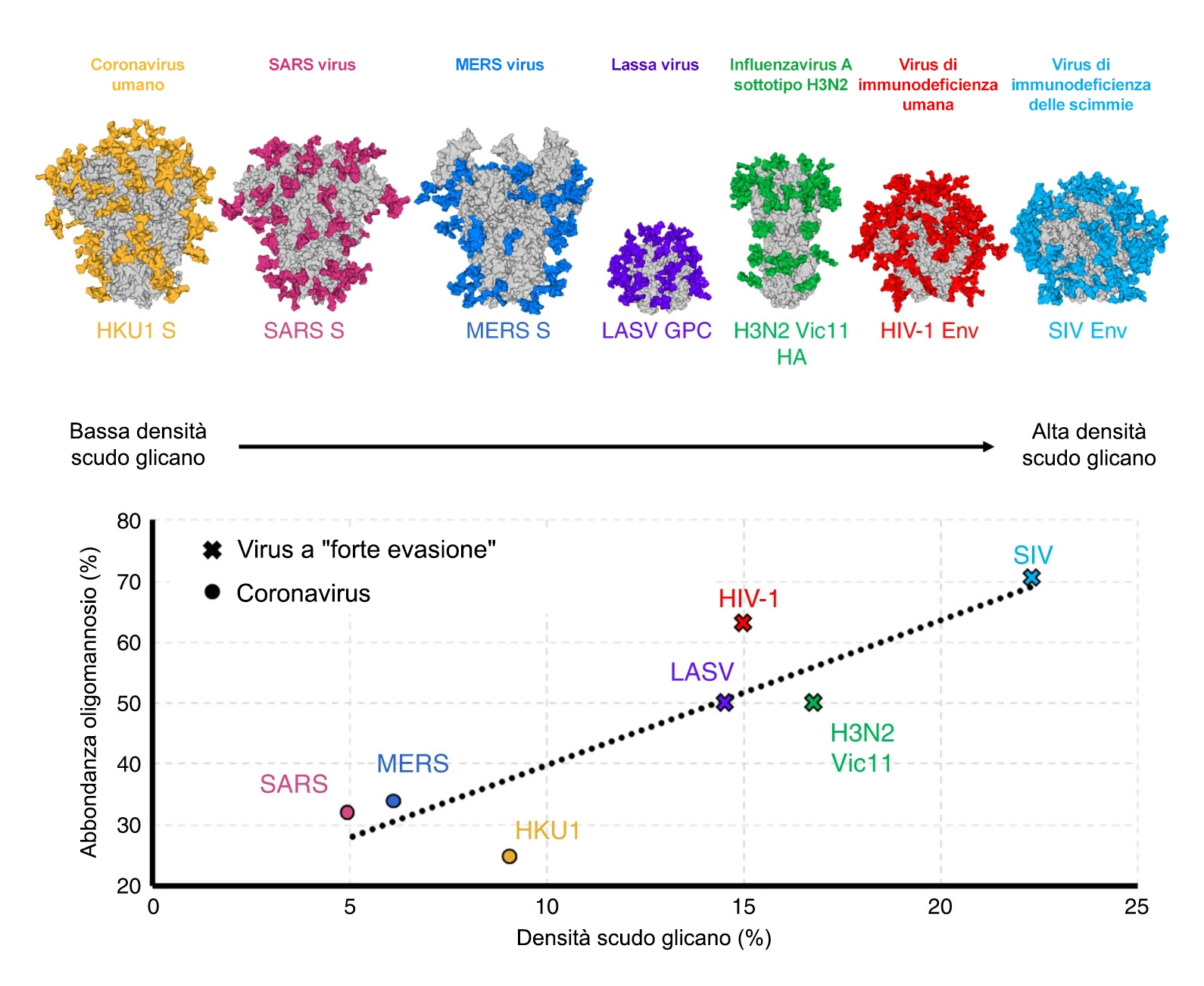
Confronto tra gli scudi glicani delle proteine di fusione virali dei virus di classe I.

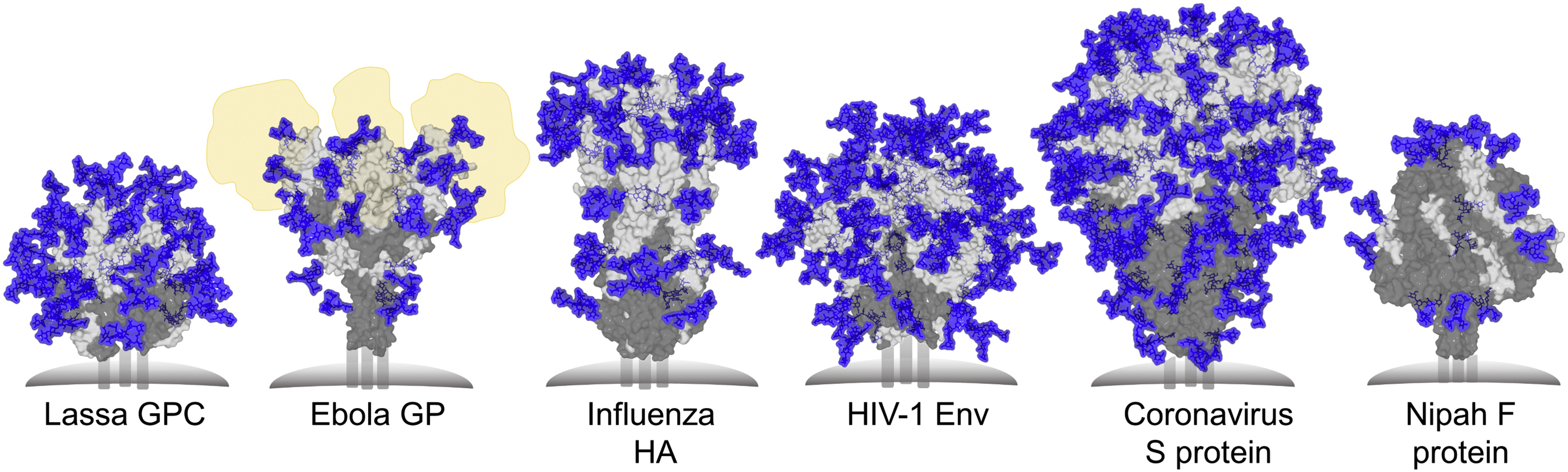
Schermatura glicana delle proteine di fusione dei virus di classe I

Un meccanismo di evsione del virus dell'HIV è quello che una volta entrato nella cellula ospite è in grado di evadere gli anticorpi neutralizzanti, grazie alla proteina Tat dell'HIV che si lega alla proteina virale Env generando un complesso di entrata; e ciò potrebbe contribuire al mantenimento dei serbatoi di virus latente inattaccabili dalla terapia.
La fitta schiera di glicani legati al dominio N-terminale sulla glicoproteina dell'involucro dell'HIV-1 (Env), nota come "scudo glicano", è un determinante chiave dell'immunogenicità, ma l'eterogeneità intrinseca confonde la tipica analisi struttura-funzione.
Inoltre, «la deglicosilazione enzimatica di Env in un modo non risolta nel tempo, abbiamo scoperto che i cluster di glicani altamente connessi sono resistenti alla digestione e aiutano a stabilizzare il trimero di prefusione, suggerendo che lo scudo glicano può funzionare oltre l'evasione immunitaria».

## Virus a evasione forte
I virus classificati come "virus a evasione forte" possono quindi differire a causa della varia efficacia della schermatura superficiale delle proteine da parte dei glicani. L'evasione immunitaria è correlata a principi strutturali che governano lo stato di glicosilazione delle glicoproteine trimeriche.

### Testi
- Kevin Coombs e Ben Berkhout, Global host proteomic responses to virus infection, Frontiers E-books,  p. 10, ISBN 978-2-88919-120-8.
- Ajit Varki e Maarten J. Chrispeels, Essentials of Glycobiology, CSHL Press, 1999, ISBN 978-0-87969-681-8.
- Shama Parveen, The COVID-19 Pandemic: Epidemiology, Molecular Biology and Therapy, Bentham Science Publishers, 1º febbraio 2021,  p. 77, ISBN 9789811481857.
- Mavis Agbandje-McKenna e Robert McKenna, Structural Virology, Royal Society of Chemistry, 11 novembre 2010, ISBN 978-1-84973-223-9.
- Maureen E. Taylor e Kurt Drickamer, Introduction to Glycobiology, OUP Oxford, 21 aprile 2011, ISBN 978-0-19-956911-3.
- Zhongping Tan e Lai-Xi Wang, Chemical Biology of Glycoproteins, Royal Society of Chemistry, 20 marzo 2017,  p. 323, ISBN 978-1-78262-382-3.
- Ralph Pantophlet, HIV Glycans in Infection and Immunity, Springer Science & Business Media, 29 ottobre 2013,  p. 101, ISBN 978-1-4614-8872-9.
- Juan Carlos Saiz, Vaccines against RNA Viruses, MDPI, 28 dicembre 2020,  p. 42, ISBN 978-3-03943-623-1.
- Catherine Adamson, Antiviral Agents, MDPI, 21 gennaio 2021,  p. 212, ISBN 978-3-03928-953-0.
- Hinh Ly, Lassa Fever: Viral Replication, Disease Pathogenesis, and Host Immune Modulations, MDPI, 29 dicembre 2020,  p. 115, ISBN 978-3-03936-609-5.

### Riviste
- NP Farrell, AK Gorle, EJ Peterson e SJ Berners-Price, 10. GALLIUM COMPLEXES AS ANTICANCER DRUGS, in Metallo-Drugs: Development and Action of Anticancer Agents, Metal ions in life sciences, vol. 18, De Gruyter, 5 febbraio 2018, DOI:10.1515/9783110470734-010, ISBN 978-3-11-047073-4, PMID 29394023.
- Emanual Maverakis, Kyoungmi Kim, Michiko Shimoda, M. Eric Gershwin, Forum Patel, Reason Wilken, Siba Raychaudhuri, L. Renee Ruhaak e Carlito B. Lebrilla, Glycans in the immune system and The Altered Glycan Theory of Autoimmunity: A critical review, in Journal of autoimmunity, vol. 57, Elsevier BV, 2015,  pp. 1-13, DOI:10.1016/j.jaut.2014.12.002, ISSN 0896-8411 (WC · ACNP), PMC 4340844654899, PMID 25578468.
- Ieva Bagdonaite, Sergey Y. Vakhrushev, Hiren J. Joshi e Hans H. Wandall, Viral glycoproteomes: technologies for characterization and outlook for vaccine design, in FEBS letters, vol. 592, n. 23, Wiley, 12 luglio 2018,  pp. 3898-3920, DOI:10.1002/1873-3468.13177, ISSN 0014-5793 (WC · ACNP), PMID 29961944.
- Christine N. Daniels e Kevin O. Saunders, Antibody responses to the HIV-1 envelope high mannose patch, in Advances in Immunology, Advances in immunology, vol. 143, Elsevier, 2019, DOI:10.1016/bs.ai.2019.08.002, ISBN 978-0-12-817706-8, ISSN 0065-2776 (WC · ACNP), PMC 74802831625201, PMID 31607367.
- Leo Pruimboom, SARS-CoV 2; Possible alternative virus receptors and pathophysiological determinants, in Medical hypotheses, vol. 146, Elsevier BV, 2021,  p. 110368, DOI:10.1016/j.mehy.2020.110368, ISSN 0306-9877 (WC · ACNP), PMC 7645279, PMID 33189453.
- Yasunori Watanabe, Joel D. Allen, Daniel Wrapp, Jason S. McLellan e Max Crispin, Site-specific glycan analysis of the SARS-CoV-2 spike, in Science, vol. 369, n. 6501, American Association for the Advancement of Science (AAAS), 4 maggio 2020,  pp. 330-333, DOI:10.1126/science.abb9983, ISSN 0036-8075 (WC · ACNP).